# رئيس وزراء السويد
رئيس الوزراء ((بالسويدية: statsminister)‏، حرفيا «وزير الدولة») هو رئيس الحكومة في السويد. قبل إنشاء مكتب رئيس الوزراء في عام 1876، لم يكن للسويد رئيس حكومة منفصل عن رئيس الدولة، أي الملك، الذي كانت السلطة التنفيذية فيه. أصبح لويس جيرهارد دي جير، المهندس الذي كان خلف ثنائية البرلمان السويدي (ريكسداغ) لعام 1866 الذي حل محل ريكسداغ الطبقات القائم منذ قرون، أول من شغل منصبًا عام 1876.
رئيس وزراء السويد الحالي هو ستيفان لوفين، زعيم الحزب الاشتراكي الديمقراطي السويدي  الذي تم اختياره لولاية ثانية في 18 يناير 2019،  حتى بعد الإطاحة به بعد الانتخابات العامة في 9 سبتمبر 2018.
على عكس معظم رؤساء الوزراء في الأنظمة البرلمانية، فإن رئيس الوزراء هو الرئيس التنفيذي بحكم القانون وبحكم الأمر الواقع. وذلك لأن القانون الاساسي يمنح صراحة السلطة التنفيذية في الحكومة، التي يكون رئيس الوزراء هو زعيمها.

## التقليد
يرشح رئيس مجلس النواب رئيس وزراء السويد وينتخب من خلال التصويت البرلماني السلبي. من الناحية العملية، هذا يعني أن مرشح رئيس الوزراء يتم تأكيده إذا كان أقل من 175 نائبا صوتوا بـ «لا»، بغض النظر عن عدد «نعم» من الأصوات أو امتنعوا عن التصويت.

## التاريخ
قبل عام 1876، عندما إنشاء مكتب رئيس وزراء واحد، لم يكن في السويد رئيس حكومة منفصل عن الملك. تاريخيا، على الرغم من ذلك، كان لدى أكبر الأعضاء في مجلس الخاص (خلال الحكم المطلق هذا كان اللورد المستشار الأعلى) بعض أوجه التشابه مع مكتب رئيس الحكومة. كان هذا أكثر وضوحا خلال ما يسمى بعصر الحرية من 1718 إلى 1772، عندما خفضت سلطات الملك بشكل كبير وأصبح رئيس المجلس الخاص الشخصية السياسية الأقوى في السويد.
عند اعتماد القوانين الأساسية للسويد الجديد لعام 1809، اسس مكتبا رئيس الوزراء للعدل (بالسويدية: Justitiestatsminister)‏ ورئيس الوزراء للشؤون الخارجية ((بالسويدية: Utrikesstatsminister)‏، على الرغم من أن أدوارهم لم تكن أكثر من مجرد رؤساء وزاراتهم. عندما أسس مكتب رئيس الوزراء في عام 1876، خُفضت رتبة رئيس الوزراء للعدل والشؤون الخارجية لاحقًا إلى وزير العدل ووزير الخارجية. على عكس وزير العدل، ومع ذلك استمر وزير الخارجية في تسمية " صاحب السعادة "، وهو شرف يتقاسمه فقط رئيس الوزراء.
إعتبارًا من عام 1917، حددت المبادئ البرلمانية بشكل نهائي في السويد وتوقف الملك عن ممارسة سلطته الدستورية لتعيين رئيس الوزراء ومستشاري الدولة (وزراء الحكومة) حسب تقديرهم الخاص. منذ ذلك الوقت فصاعدا، اعتمد رئيس الوزراء على دعم الأغلبية في الريكسداغ. مع مرور الوقت، أصبح رئيس الوزراء يمارس الصلاحيات الملكية بحكم الواقع. ومع ذلك، كان المصطلح السويدي المستخدم للحكومة خلال هذه الفترة، لا يزال «جلالة الملك» Kungl. Maj: t، اختصار لـ Kunglig Majestät ((بالإنجليزية: Royal Majesty)‏).
حتى عام 1974، كانت السلطة التنفيذية في السويد تمارس من خلال الملك في المجلس. الدستوري قدمت الإصلاح الجديد صك الحكم الذي بحكم القانون إنشاء نظام برلماني، وخلق حكومة مجلس الوزراء مع الصلاحيات الدستورية لا تستمد من ولي العهد.

## قائمة رؤساء الوزراء

### رؤساء الوزراء السابقين الأحياء

رؤساء الوزراء السابقين الأحياء
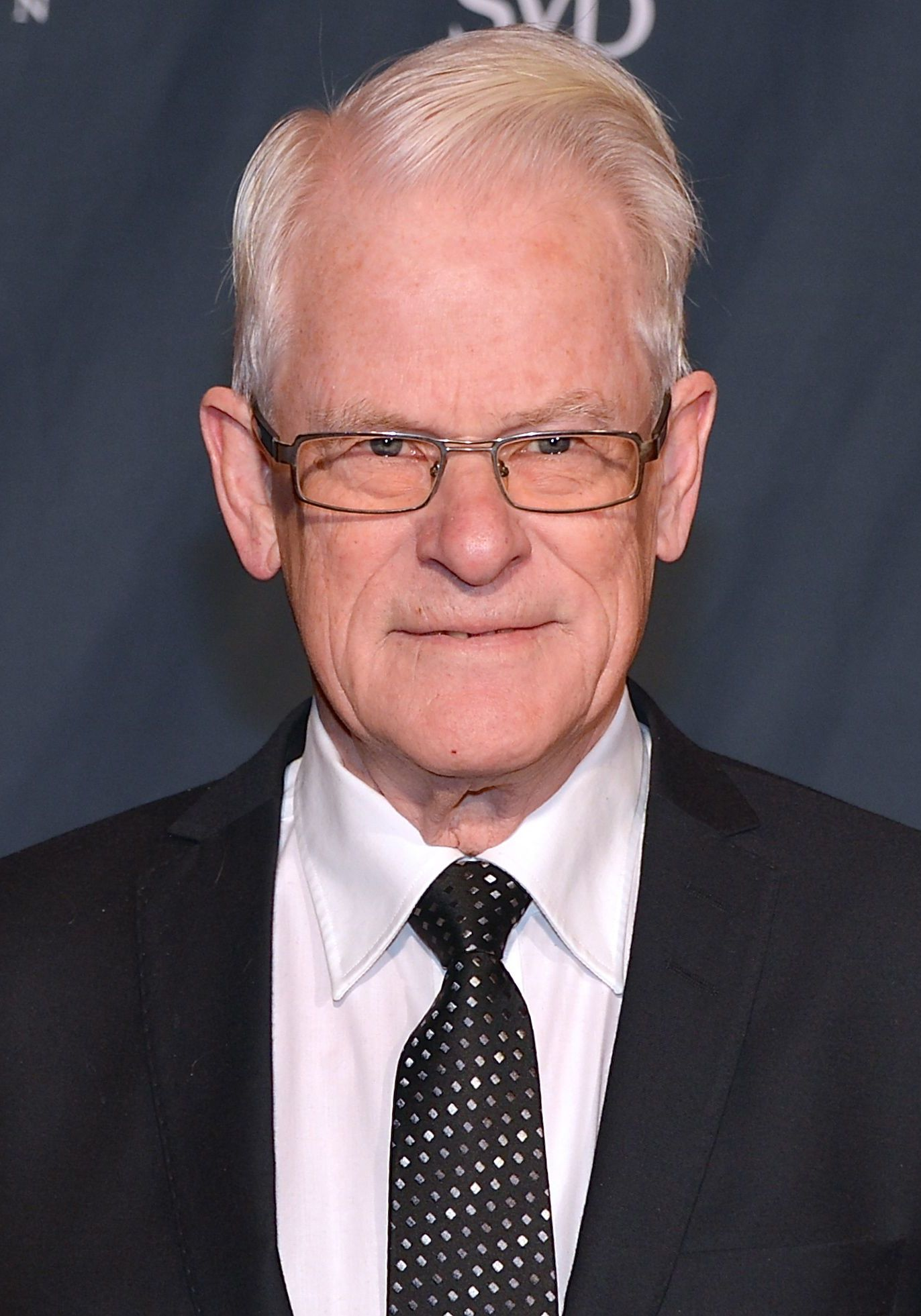
إنجفار كارلسون ولد 9 نوفمبر 1934(العمر   85) خدم 1986-1991 و 1994-1996
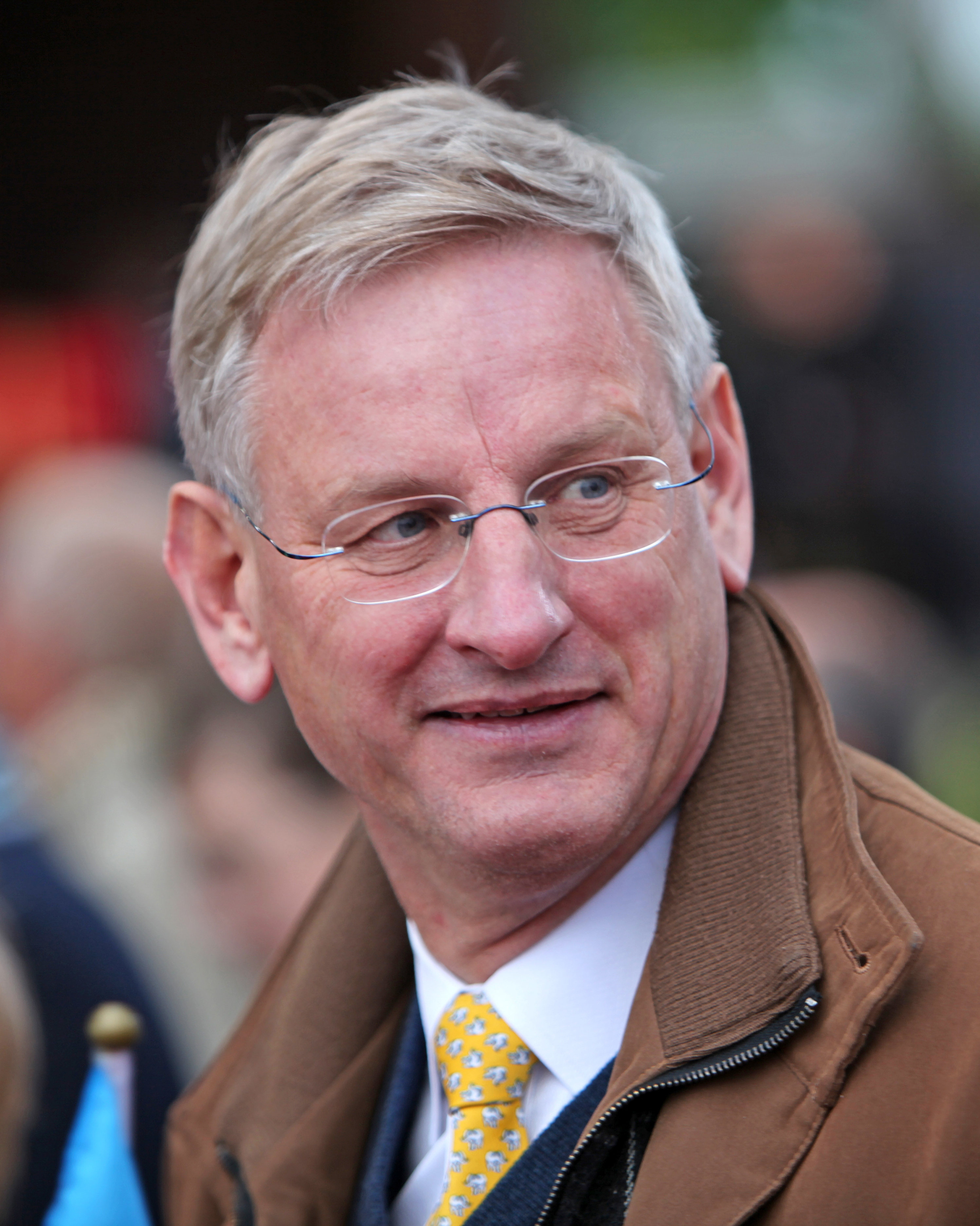
كارل بيلت ولد 15 يوليو 1949(العمر   70) خدم 1991-1994
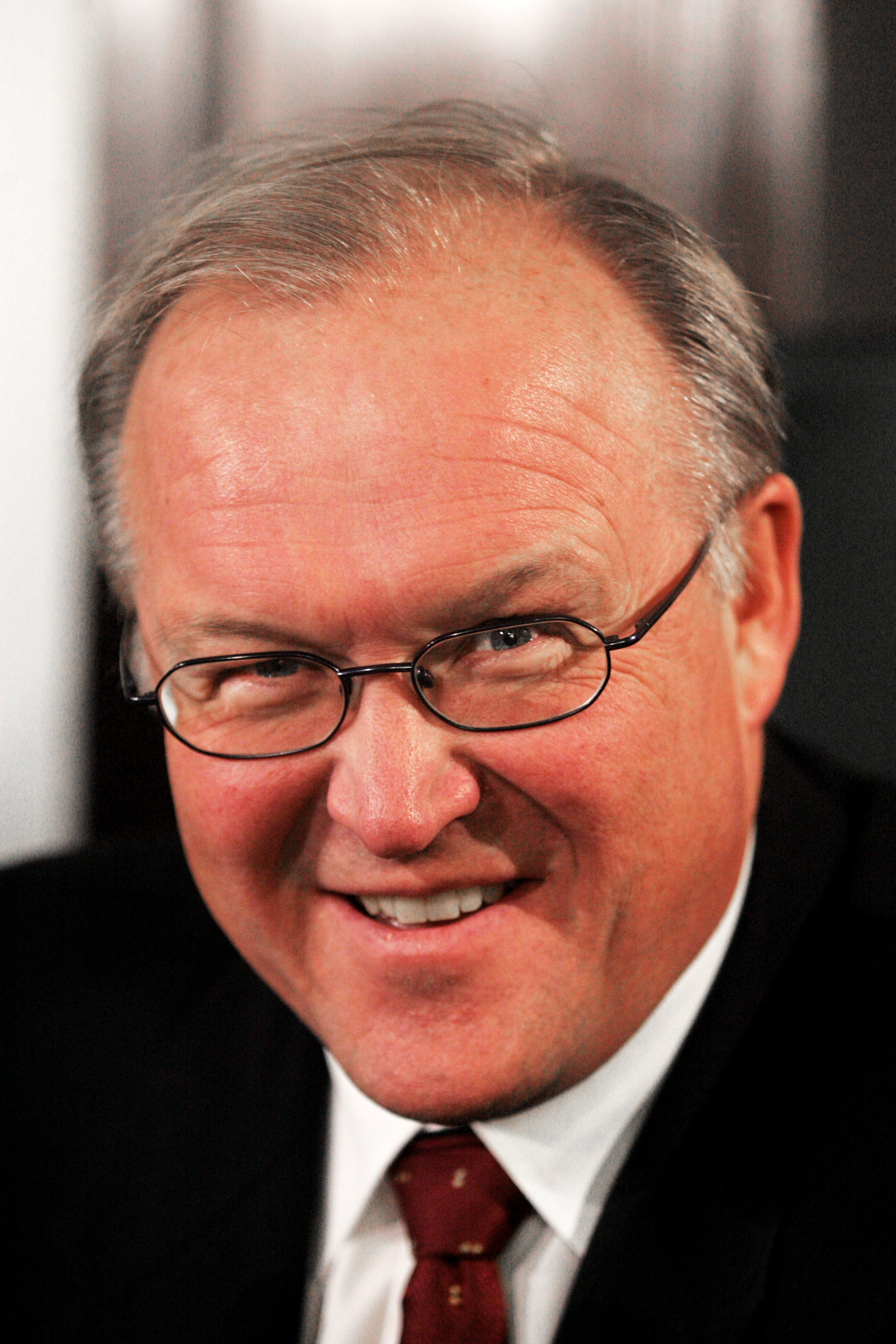
غوران بيرسون ولد 20 يناير 1949(العمر   71) خدم 1996-2006
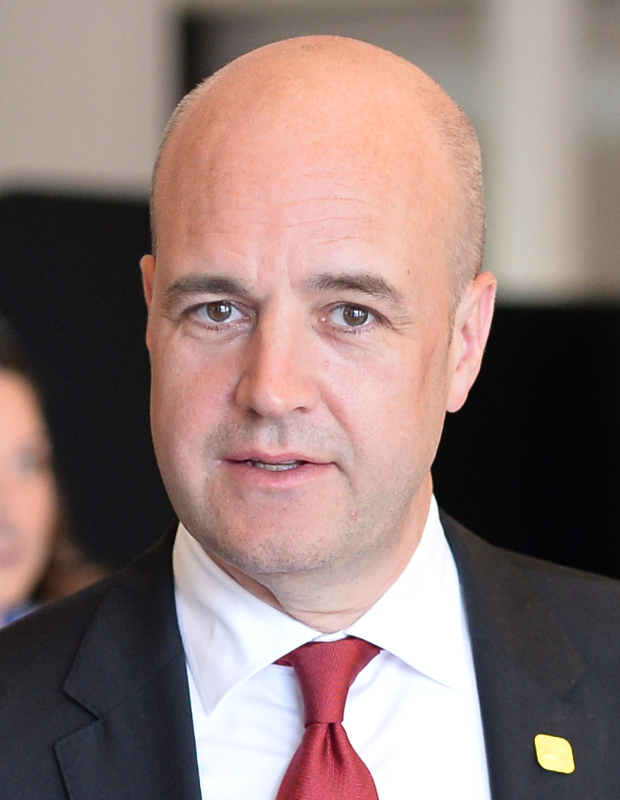
فريدريك راينفيلدت ولد 4 أغسطس 1965(العمر   54) خدم 2006-2014

## الواجبات
عندما يستقيل رئيس الوزراء أو يموت أو يجبره الريكسداغ على التخلي عن منصبه، يطلب رئيس مجلس النواب من رئيس الوزراء (أو نوابه) الإبقاء على الحكومة كحكومة تصريف أعمال حتى يتم انتخاب خلف له. ثم يجري رئيس مجلس النواب مشاورات مع قادة الحزب ويعين رئيس الوزراء المكلف، الذي يُقدم للموافقة على مجلس النواب. في حالة الموافقة على رئيس الوزراء المكلف، يختار رئيس الوزراء عدد وأسماء وزراء الحكومة.
باستثناء رئيس الوزراء، لا يحتاج الوزراء (بالسويدية: statsråd)‏ إلى موافقة مجلس النواب، ولكن يمكن إجبارهم على الاستقالة عن طريق تصويت بحجب الثقة. إذا اضطر رئيس الوزراء بتصويت بحجب الثقة عن الاستقالة، تسقط الحكومة بأكملها وتبدأ عملية انتخاب رئيس وزراء جديد. فيما عدا الأشهر الثلاثة الأولى بعد الانتخابات، يمكن لرئيس الوزراء حل الريكسداغ، حتى بعد الحصول على تصويت بحجب الثقة.
تطلب القوانين الأساسية للسويد أن يعين رئيس الوزراء عضوًا في مجلس الوزراء نائبًا لرئيس الوزراء، لأداء واجبات رئيس الوزراء إذا لم يتمكن رئيس الوزراء من ذلك. ومع ذلك، إذا تغيب نائب رئيس الوزراء أو لم يعين، يصبح الوزير الأول في مجلس الوزراء رئيس حكومة بالإنابة. إذا كان هناك أكثر من وزير متساوٍ في الحيازة، فإن الأكبر سنًا يتولى المنصب (انظر خط الحكومة السويدية للخلافة للخط الحكومي الحالي للخلافة).
دستوريا، موقف رئيس الوزراء أقوى من نظرائه في الدنمارك والنرويج. منذ عام 1975، كان رئيس الوزراء رئيسًا تنفيذيًا بحكم القانون وبحكم الواقع، مع السلطات والواجبات المذكورة في القوانين الأساسية للسويد على وجه التحديد. في الملكيتين الاسكندنافيتين المجاورتين، يكون الملك هو الرئيس التنفيذي الاسمي، لكنه ملزم بموجب اتفاقية للعمل بناء على نصيحة الوزراء. ومع ذلك، فإن ما يسمى بحل توريكوف الذي توصلت إليه الأحزاب السياسية الرئيسية في عام 1971، المدونة بالقوانين الأساسية التي دخلت حيز التنفيذ في عام 1975، جردت الملك السويدي حتى من دور رمزي في الشؤون الحكومية، وبالتالي تدوين الممارسات الفعلية التي كانت منذ تأسيس الحكومة البرلمانية في عام 1917.

## وسائل الراحة

### مكتب ومساكن
تقع المكاتب الحكومية، بما في ذلك مكتب رئيس الوزراء، في روزنباد في وسط ستوكهولم، مباشرة عبر المياه من مبنى الريكسداغ في هيلجينثلمن.
في عام 1991، ضمت المكاتب الحكومية ساغر هاوس (أو «قصر ساغر» كما كان يُطلق عليه سابقًا)، ومنذ عام 1995 كان بمثابة المقر الخاص لرئيس الوزراء.
منذ عام 1953ن أصبح هاربسوند، وهو منزل مانور في بلدية فلين، مقاطعة سودرمانلاند، مقرًا ريفيًا لرئيس الوزراء. كثيرا ما يستخدم القصر في المؤتمرات الحكومية ومؤتمرات القمة غير الرسمية بين الحكومة والصناعة والمنظمات في السويد.

### الراتب
تحدد رواتب وزراء الحكومة، بما في ذلك رئيس الوزراء، وهي تخضع لمراجعة سنوية من قبل لجنة رواتب وزراء مجلس الوزراء (Statsrådsarvodesnämnden) في الريكسداغ. منذ 1 يوليو 2019، بلغ الراتب الشهري لرئيس الوزراء 176,000 كرونا سويدية.

## معرض الصور

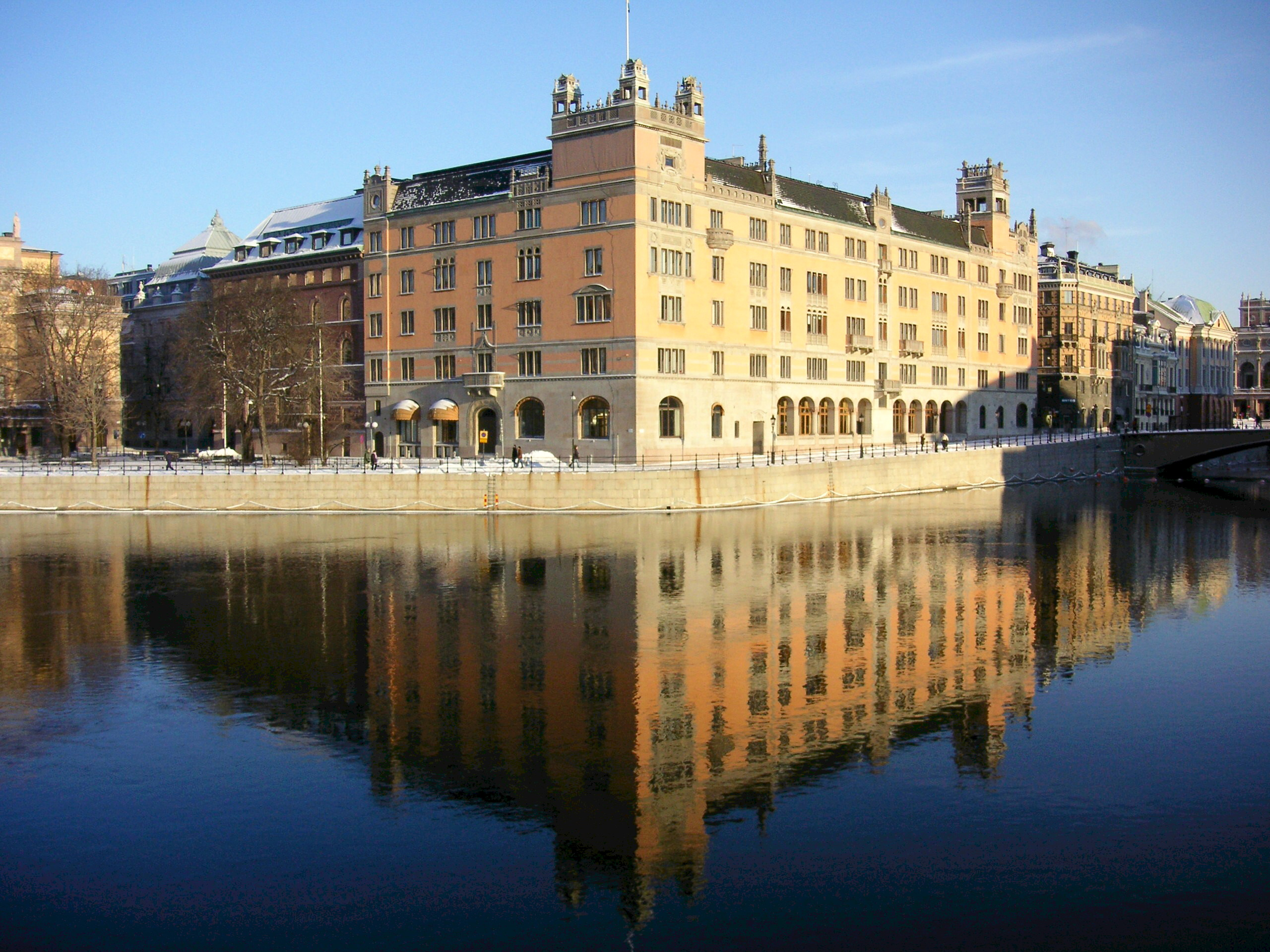
يعمل مبنى روزنباد كمكتب لرئيس الوزراء (Statsrådsberedningen) منذ عام 1981.
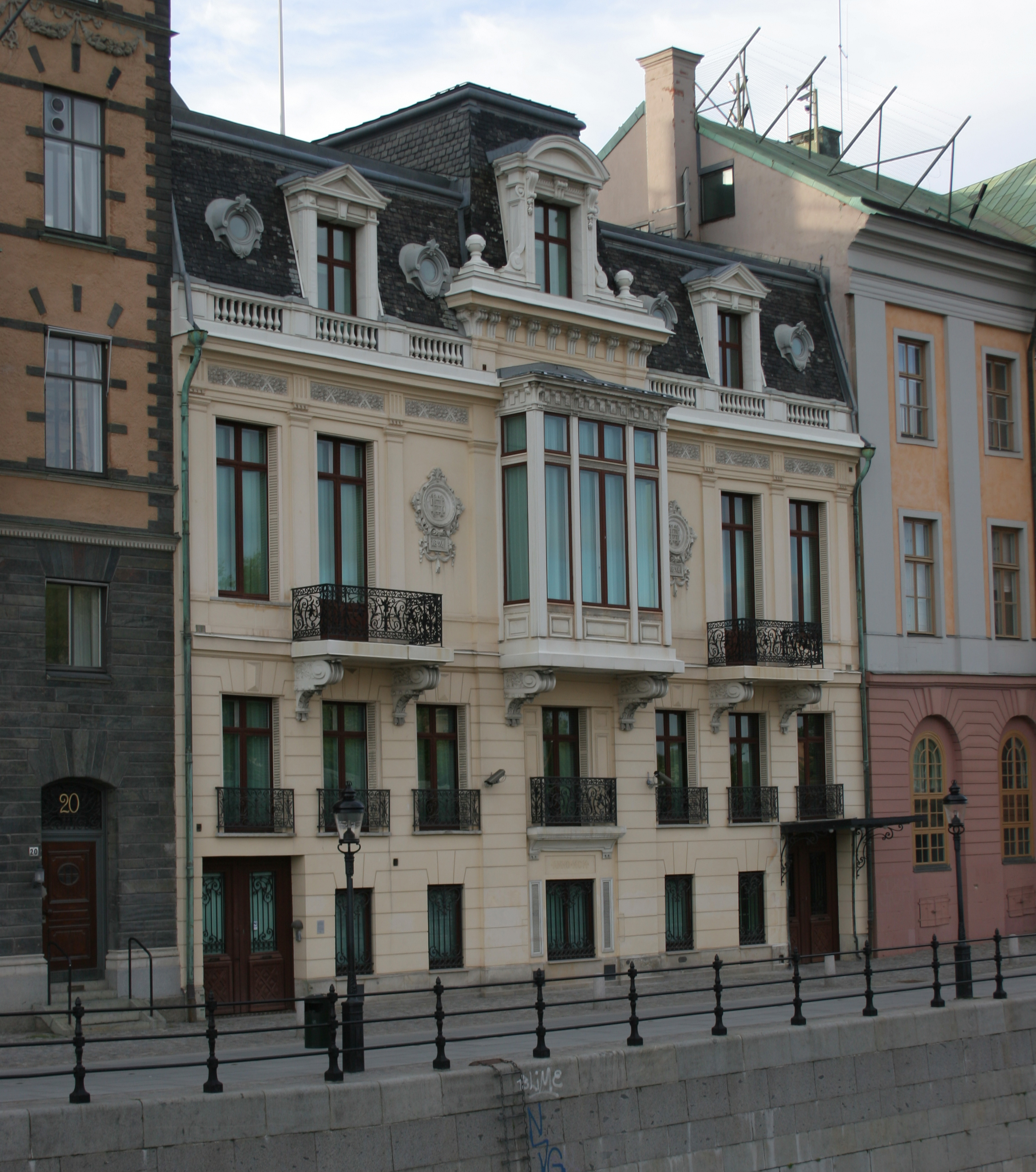
قصر ساغر هو المقر الرسمي لرئيس الوزراء.
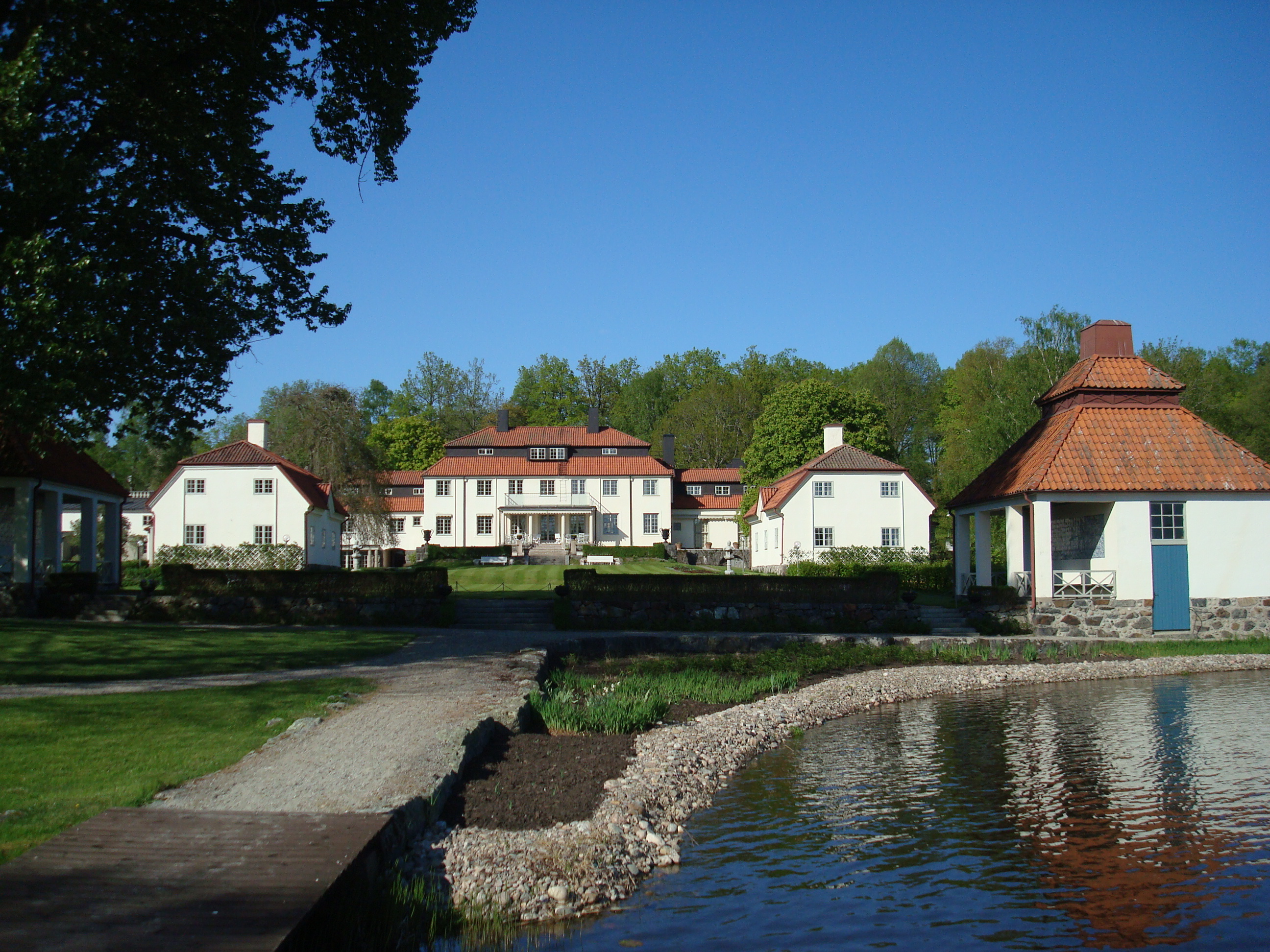
تم استخدام هاربسوند مانور  [لغات أخرى]‏ كمقر إقامة رئيس الوزراء منذ عام 1953.
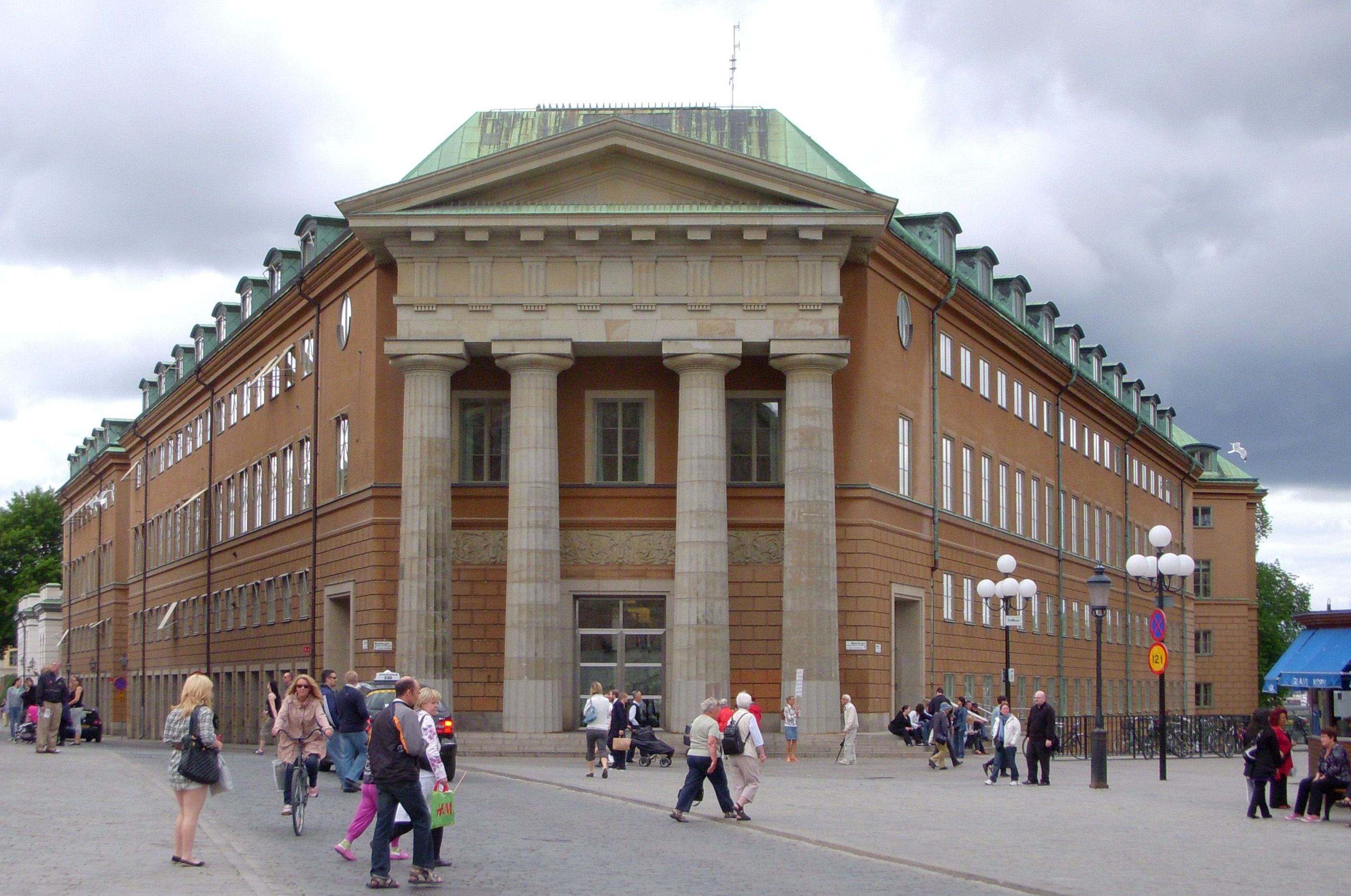
كانت المستشارية موقع مكتب رئيس الوزراء قبل عام 1981. في الوقت الحاضر يضم مكاتب الريكسداغ.

## روابط خارجية
- مكتب رئيس الوزراء، الموقع الرسمي

## قائمة المراجع
- The Instrument of Government (PDF). Stockholm: The البرلمان السويدي. 2012. مؤرشف من الأصل (PDF) في 2015-09-24.
- The Riksdag Act (PDF). Stockholm: The البرلمان السويدي. 2012. مؤرشف من الأصل (PDF) في 2013-02-01.
- Larsson، Torbjörn؛ Bäck، Henry (2008). Governing and Governance in Sweden. Lund: Studentlitteratur AB. ISBN:978-91-44-03682-3.
- Petersson, Olof (2010). Den offentliga makten (بالسويدية). Stockholm: SNS Förlag. ISBN:978-91-86203-66-5.

قالب:رؤساء وزراء السويد